# N95 마스크

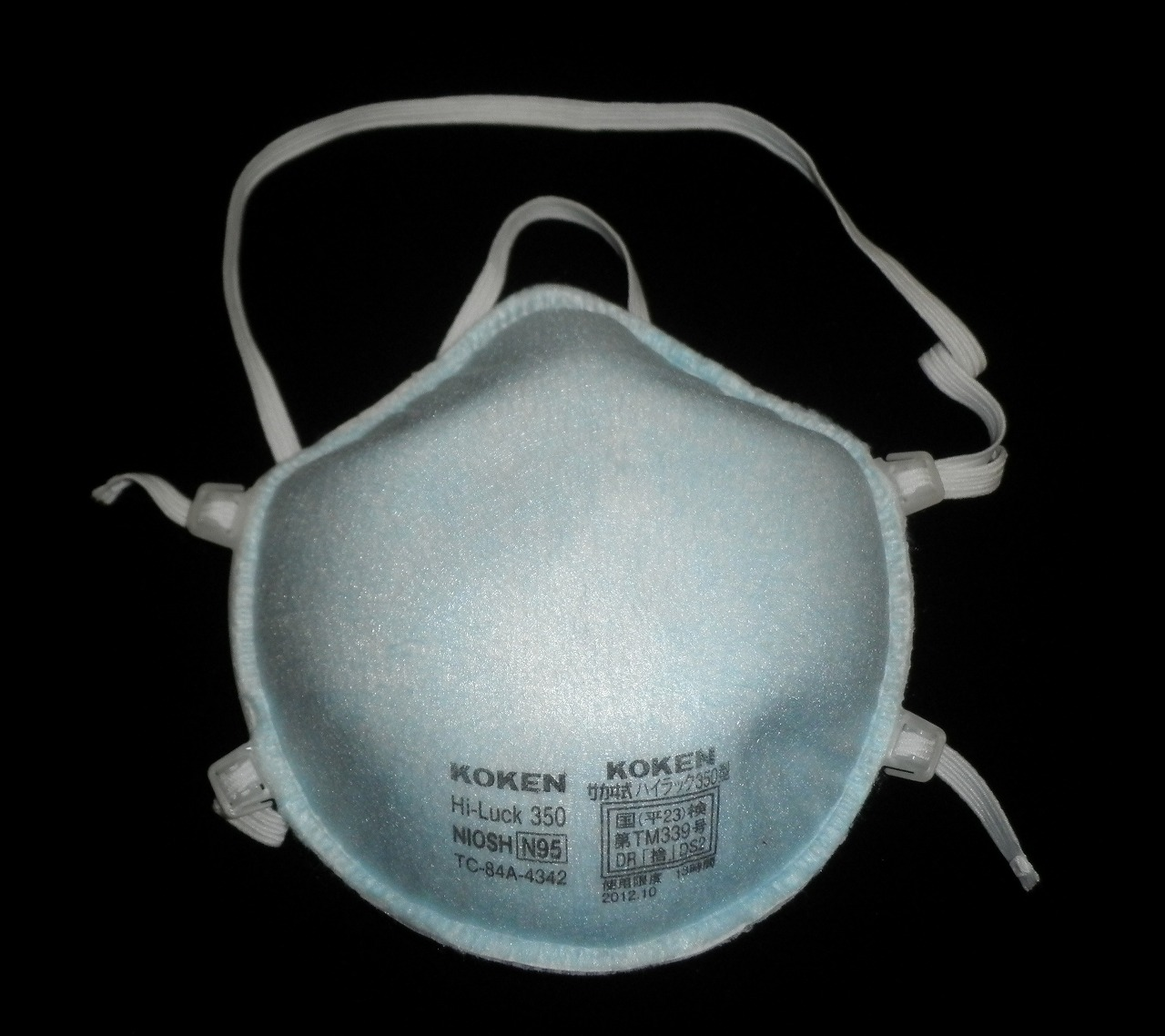
N95 마스크

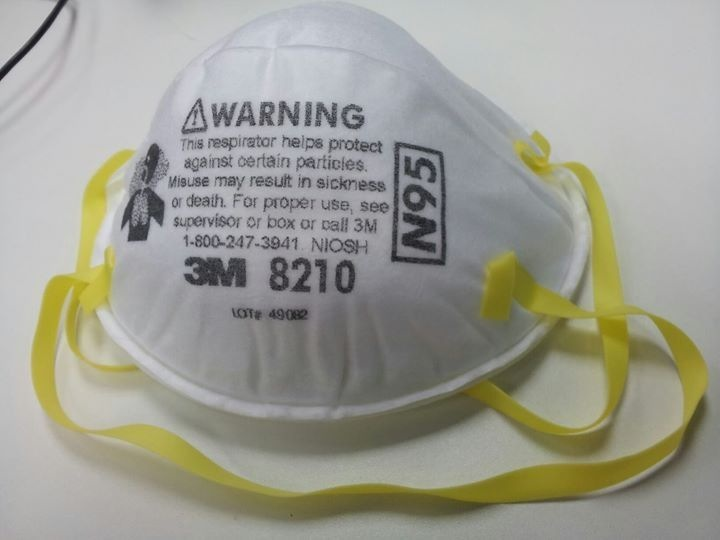
3M N95 마스크

N95 마스크(Not resistant to oil, 95% -NIOSH 기준) 마스크는 기름 성분에 대해 저항성은 없지만  에어로졸을 포함하는 공기중에 떠다닐수있는 0.3µm 미세입자를 95%이상에서 필터링의 효과를 기리킨다. 1회용 마스크의 착용 및 사용시간은 제품성능마다 다르나 일반적으로 4시간을 권장하는 것으로 알려져있다. 또한 감염전문가들은 보호장비의 적절한 착용만큼이나 보호장비의 탈의 과정중의 교차오염 방지를 중요하게 강조한다.
1970년대 미국 광산 국과 NIOSH는 일회용 호흡기 표준을 개발했으며 최초의 일회용 N95 호흡기 (먼지 용)는 3M에서 개발하여 1972년 승인되었다.
N95 마스크 필터는 대만 계 미국인 과학자 까이 빙이 (蔡秉燚/Peter Tsai/) 와 그의 팀이 1992년에 발명했다 (테네시 대학교에서). 이 물질은 양전하와 음전하로 구성되어 입자 (먼지, 박테리아 및 바이러스 등)를 끌어 당기고 입자가 마스크를 통과하기 전에 분극화에 의해 이들 중 95 % 이상을 차단할 수 있다.  이 기술은 1995년에 미국에서 특허를 받았다. 기계식 필터의 하나이기 때문에 입자에 대해서만 보호를 제공하며 가스나 수증기로부터는 보호하지 못한다.

## 선별된 특허
- US patent 3333585, Robert J Barghini, Walter M Westberg, Patrick H Carey Jr, "Cold weather face mask", published 1967-08-01, issued 1967-08-01,  assigned to 3M Co
- US patent 3971373A, David L. Braun, "Particle-loaded microfiber sheet product and respirators made therefrom", published 1976-07-27, issued 1976-07-27,  assigned to 3M Co
- US patent 4215682A, Donald A. Kubik & Charles I. Davis, "Melt-blown fibrous electrets", published 1980-08-05, issued 1980-08-05,  assigned to 3M Co
- US patent 4536440A, Harvey J. Berg, "Molded fibrous filtration products", published 1985-08-20, issued 1985-08-20,  assigned to 3M Co
- US patent 4807619, James F. Dyrud, Harvey J. Berg, Alice C. Murray, "Resilient shape-retaining fibrous filtration face mask", published 1989-02-28, issued 1989-02-28,  assigned to 3M Co
- US patent 4850347, Martin R. Skov, "Face mask", published 1989-07-25, issued 1989-07-25,  assigned to Moldex Metric Inc
- US patent 4856509, Jerome H. Lemelson, "Face mask and method", published 1989-08-15, issued 1989-08-15
- US patent 5307796A, Joseph P. Kronzer, Roger J. Stumo, James F. Dyrud, Harvey J. Berg, "Methods of forming fibrous filtration face masks", published 1994-05-03, issued 1994-05-03,  assigned to 3M Co